# Cerro Tacarcuna
El cerro Tacarcuna es la máxima altura del Darién, a 1.875 m s. n. m. Está ubicado en Panamá, en la serranía del Darién, muy cerca de la frontera entre Colombia y Panamá.

## Datos de interés
Los bosques tropicales del cerro Tacarcuna son reconocidos por su elevadísima biodiversidad y por presentar gran número de endemismos. En Panamá son protegidos por el parque nacional Darién y en Colombia por el parque nacional natural de Los Katíos.
Según la mitología kuna, esta etnia considera que el cerro Tacarcuna, o Dakarkunyala en lengua tule, es el sitio original de su procedencia y que de allí se dispersaron por todo el Darién y el archipiélago de San Blas (mar Caribe, en Panamá); el cerro tiene 1.875 m s. n. m. y está en las coordenadas 8° 9' 57" N; 77° 17' 45" W.